# Michelle González Salgado
Michelle González (Ciutat de Mèxic, 3 d'abril de 1992) és una actriu mexicana resident a Los Angeles i amb àmplia experiència en la televisió mexicana en telenovel·les, amb aparicions en sèries com Gotita de Amor (1998), La Candidata (2016-2017) o La Rosa de Guadalupe. Habitualment fa el paper d'antagonista.